# Das Leben geht weiter (1934)
Das Leben geht weiter (Originaltitel: The World Moves On) ist ein US-amerikanisches Filmdrama aus dem Jahr 1934 von John Ford mit Madeleine Carroll und Franchot Tone in den Hauptrollen. Der Film wurde von der Fox Film Corporation produziert.

## Handlung
Im Jahr 1825 stirbt in New Orleans der Baumwollmagnat Sebastian Girard. Das Testament sieht vor, dass seine Witwe Agnes und ihre drei Söhne Richard, Carlos und John das Familienunternehmen mit dem Unternehmen des Engländers Gabriel Warburton fusionieren müssen. Das neue Unternehmen, das die durch den Krieg von 1812 verursachten Verluste beheben soll, wird Niederlassungen in den Vereinigten Staaten, England, Frankreich und Preußen haben, wobei die beiden letztgenannten von Carlos und John geleitet werden. Als die Familien zusammenkommen, verliebt sich Richard in Gabriels Frau Mary. Um die Sicherheit der Familien und des Unternehmens nicht zu gefährden, verleugnen die beiden ihre Gefühle füreinander. 
Bis 1914 haben vier Generationen der Familien hart gearbeitet und das Unternehmen ist ein enormer Erfolg. Die Familien versammeln sich erneut in New Orleans, wo zu den Teilnehmern der englische Sir John Warburton und seine Tochter Mary, der deutsche Baron und die Baronin von Gerhardt und deren Söhne Erik und Fritz sowie die französische Madame Girard und ihre Kinder Henri, Jeanne und Jacques gehören. Ihre amerikanischen Gastgeber sind Charles Girard und sein Sohn Richard, der sich in Mary verliebt, obwohl sie mit Erik verlobt ist. Mary erwidert seine Gefühle und ist später bei der Hochzeit von Fritz und Jeanne in Deutschland verwirrt über seine Distanz. Richard ist beunruhigt über die bevorstehende Hochzeit von Mary und Erik. Er reist mit Henri nach Paris, wo Henri der Armee beitritt und Richard sich der französischen Fremdenlegion anschließt, als der Krieg beginnt. Kurz darauf befinden sich Charles und John auf einem Ozeandampfer, der von einem deutschen U-Boot unter dem Kommando von Fritz versenkt wird. Das U-Boot wird wiederum von einem alliierten Zerstörer torpediert wird. Mary Verlobung wurde derweil von Erik gelöst, als er merkte, dass sie Richard liebte. Sie freut sich, Richard zu sehen, als er zu Besuch kommt, lehnt jedoch seinen Vorschlag ab, die Fabriken Munition produzieren zu lassen. Nach dem Grauen des Grabenkampfes auf dem europäischen Kriegsschauplatz kehrt Richard zu Mary zurück und das Paar heiratet. Richard geht zurück an die Front, wo er verwundet und gefangen genommen wird. Er darf bei den von Gerhardts leben und wird Zeuge der Nöte, die der Krieg dem einfachen deutschen Volk zufügt. Als der Krieg endlich endet, geht Richard nach Hause zu Mary und sie lassen sich in New York nieder. 
Im Jahr 1925 ist Richard von der Gier nach Geld und Macht überwältigt, und Mary ist über die Veränderungen in ihm verstört. Der Schrecken des Krieges hat Henri dazu gebracht, Frieden im Priestertum zu suchen, während sein Bruder Jacques zu einem Zyniker geworden ist. Richards Welt bricht mit dem Börsencrash 1929 zusammen. Bis auf die englische Niederlassung, die durch Marys schnelles Eingreifen gerettet werden konnte, ist das Unternehmen ruiniert. Die Familie trifft sich ein letztes Mal, und als Jacques und Erik erklären, dass die Welt einen weiteren Krieg braucht, tadelt die schwangere Mary sie. Während sie deren Militarismus verurteilt, denkt sie an Hitler, Mussolini und verschiedene Armeen, die sich auf den Krieg vorbereiten. Mary und Richard ziehen in das alte Haus in New Orleans, das von Richards ehemaliger Kriegsgefährtin Dixie gepflegt wird. Während das Paar das Kinderzimmer plant, bewundern sie das Kruzifix im Familienzimmer und beten für Frieden.

## Hintergrund
Gedreht wurde der Film vom 20. Februar bis zum 17. April 1934.
Franchot Tone wurde für den Film, in dem die Britin Madeleine Carroll ihr Hollywooddebüt gab, von Metro-Goldwyn-Mayer ausgeliehen.
Aus Aufzeichnungen der Rechtsabteilung von 20th Century Fox als Rechtsnachfolgerin der Fox Film Corporation geht hervor, dass die Familie Rothschild eine Inspiration für die Familienstruktur im Film war. Produzent Sheehans Memo empfahl in einem Memo Drehbuchautor Berkeley und Regisseur John Ford, sich ein Buch mit Fotografien aus dem Ersten Weltkrieg anzusehen, die von Laurence Stallings aufgenommen wurden. Anscheinend präsentierte das Buch eine Geschichte des Krieges und „die zynische Vorstellung, dass sich die ganze Welt erneut auf einen Krieg vorbereitet“. Die Unterlagen enthalten auch Zeitungsausschnitte über den Tod von Henry Cushing Collins im Jahr 1933, der offenbar der erste US-Amerikaner war, der sich im Ersten Weltkrieg der französischen Fremdenlegion anschloss. Obwohl es in den Akten keine Erklärung zu den Ausschnitten gibt, könnte es sein, dass Collins die Inspiration war, die Figur Richard Girard der Legion beizutreten zu lassen.
Im Film wurden etwa 651 Fuß (ca. sieben Minuten) Kampfszenen und Szenen paradierender Soldaten aus dem Film „Les croix de bois“ aus dem Jahr 1932 (Deutscher Titel: Hölzerne Kreuze) eingearbeitet. Der französische Film, bei dem Raymond Bernard Regie führte und der auf dem gleichnamigen Buch von Roland Dorgelès basiert, war von Fox gekauft worden, wurde jedoch nicht in den Vereinigten Staaten vertrieben. Laut einem Dokument aus dem Jahr 1937 wurde dieser Film „ausdrücklich“ für den Zweck der Verwendung des Filmmaterials erworben. Auch im 1936 gedrehten Film „The Road to Glory“ wurden diese Szenen verwendet. Aus den juristischen Aufzeichnungen zu „The Road to Glory“ geht hervor, dass die mitwirkenden Autoren Llewellyn Hughes, Doris Anderson und Henry Wales Ende 1933 Szenarien für „Das Leben geht weiter“ auf der Grundlage von „Les croix de bois“ schrieben.
Die Rechtsunterlagen enthalten auch Informationen über eine Klage, die Quirico Michelana y Llaguno, ein mexikanischer Staatsbürger, gegen Fox eingereicht hatte. Er behauptete, das Studio habe ein von ihm geschriebenes Filmszenario mit dem Titel „Peace in War“ plagiiert. „Das Leben geht weiter“ wurde in Mexiko unter dem Titel „Paz en la Tierra“ veröffentlicht. Obwohl Fox darlegte, dass Llaguno sein Drehbuch erst nach Beginn der Dreharbeiten für den Film bei der „Screen Writers Guild“ in Hollywood angemeldet habe, verlor das Studio den Fall und legte Berufung ein, woraufhin es zu einem Vergleich mit Llaguno über 7.800 Dollar (2024: ca. 180.000 Dollar) kam.
Der Film war die erste Produktion, die nach der Einführung des Hays Codes von der Motion Picture Association genehmigt wurde und ein Zertifikat mit der Nummer 1 bekam.
William S. Darling und Thomas Little waren für das Szenenbild zuständig. Musikalischer Direktor war Arthur Lange.

## Veröffentlichung
Die Premiere des Films fand am 28. Juni 1934 in New York statt. In der Bundesrepublik Deutschland wurde er am 10. Juni 1976 im deutschen Fernsehen ausgestrahlt.

## Kritiken
Der Filmkritiken-Aggregator Rotten Tomatoes hat in einer Auswertung ein Publikumsergebnis von 33 Prozent positiver Bewertungen ermittelt.
Die zeitgenössische Kritik fiel geteilt aus. Während die Variety den Film positiv als zeitgemäße pazifistische Geschichte beschrieb, lobte Mordaunt Hall von der The New York Times den Film als ein ehrgeiziges Unterfangen, gut komponiert und fotografiert. Es scheine aber, als wäre der Film noch besser, wenn er kürzer wäre. Es gebe eine metaphysische Idee, von der man mehr erwarte, aber was daraus gemacht wurde, sei ziemlich effektiv.
Meyer Levin beschrieb den Film dagegen im Magazin Esquire als emotionales Gehacktes mit spiritueller Beilage.
Das Lexikon des internationalen Films schrieb: „John Ford meditiert auf unterhaltsame Weise über die Beziehungen und Widersprüche zwischen Tradition und moderner Welt, Geschäft und Gefühl, Familienfriede und Krieg.“

## Auszeichnungen
Bei den Internationalen Filmfestspielen von Venedig 1934 wurde der Film mit der Coppa Mussolini als bester ausländischer Film ausgezeichnet.